# Álmos

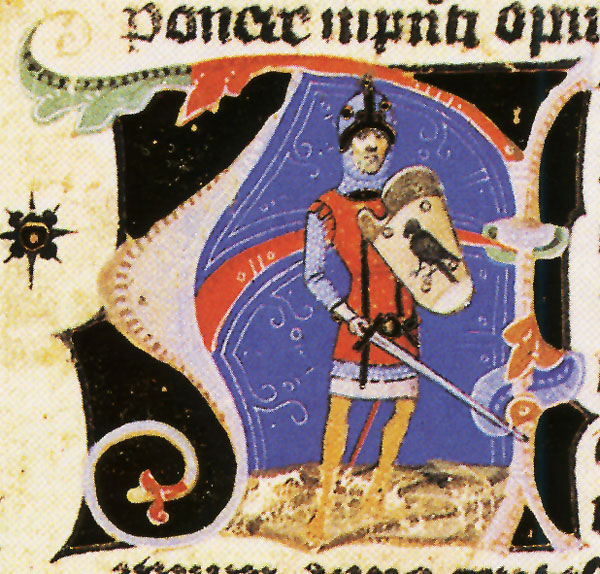

Álmos, född 820, död 895, var en ungersk regent men många detaljer om hans liv och roll är osäkra, på grund av brist på historisk dokumentation. År 854 valdes han till högprins av Hétmagyar, en konfedation bestående av sju olika ungerska stammar. Enligt vissa synpunkter var han en av två parallella ledare, den mer ceremoniella. Fastän han levde och dog innan ungrarna kom till området som skulle bli Ungern, räknar somliga honom som Ungerns första regent. 
Hans son, Árpád, blev senare den som ledde de sju "ungerska" stammarna in i Karpat-bäckenet och grundade där Ungern, vars förste furste han blev.